# 前田斉敬
前田 斉敬（まえだ なりたか）は、江戸時代中期の加賀藩の世嗣。官位は正四位下・左近衛権少将、佐渡守。

## 略歴
安永7年（1778年）9月、9代藩主前田重教の長男として金沢にて誕生した。幼名は教千代。父・重教の隠居後の誕生である。
同年12月、重教の跡を継いで10代藩主となっていた叔父・前田治脩の養子となる。翌安永8年（1779年）正月、松平の名字を与えられる。寛政2年（1790年）9月江戸に上る。11月名を教千代から勝丸、さらに犬千代と改めた上で、又左衛門と称し諱を利博とする。翌寛政3年（1791年）、11代将軍・徳川家斉より偏諱を授かって斉敬に改名。正四位下・左近衛権少将に任じられ、佐渡守を称する。
しかし、襲封前の寛政7年（1795年）に早世した。享年18。代わって異母弟・斉広が養嗣子となり、家督を継いだ。

## 系譜
- 父：前田重教（1741年 - 1786年）
- 母：安 - 青操院、金井氏、側室
- 養父：前田治脩（1745年 - 1810年）
- 婚約者：備姫 - 徳川重倫の娘